# Psodopsis tortilinea
Psodopsis tortilinea là một loài bướm đêm trong họ Geometridae.